# Рнич, Момир (гандболист, 1987)
Момир Рнич (серб. Момир Рнић / Momir Rnić; род. 1 ноября 1987, Зренянин) — сербский гандболист, левый защитник македонского клуба «Металлург» и сборной Сербии. Сын Момира Рнича-старшего, гандболиста, известного по выступлениям за «Нидервюрцбах» в 1980-е.

## Карьера

### Клубная
Воспитанник школы клуба «Пролетер» из Зренянина. Выступал за словенские клубы «Целе» и «Веленье». 14 апреля 2011 перешёл в команду «Фриш Ауф», заключив с ней контракт до 2016 года. В 2014 году Момир Рнич перешёл в МТ Мельзунген.

### В сборной
В составе сборной сыграл 23 игры и забил 42 гола. Участник чемпионата Европы 2010, чемпионата мира 2011, Олимпийских игр 2012 года, серебряный призёр чемпионата Европы 2012 года. Чемпион мира среди юношей до 19 лет 2005 года, чемпион Европы среди юношей до 18 лет 2004 года.

## Статистика
| Сезон        | Клуб               | Лига       | Матчи | Голы | 7-метр | Голы |
| ------------ | ------------------ | ---------- | ----- | ---- | ------ | ---- |
| 2011/12      | Фриш Ауф Гёппинген | Бундеслига | 28    | 144  | 20     | 124  |
| 2012/13      | Фриш Ауф Гёппинген | Бундеслига | 23    | 131  | 31     | 100  |
| 2013/14      | Фриш Ауф Гёппинген | Бундеслига | 33    | 179  | 47     | 132  |
| 2014/15      | МТ Мельзунген      | Бундеслига | 36    | 133  | 8      | 125  |
| 2015/16      | МТ Мельзунген      | Бундеслига | 32    | 124  | 12     | 112  |
| 2016/17      | МТ Мельзунген      | Бундеслига | 34    | 93   | 13     | 80   |
| 2017/18      | Райн-Неккар Лёвен  | Бундеслига | 17    | 11   | 0      | 11   |
| 2009—по н.в. | Итого              | Бундеслига | 203   | 815  | 131    | 684  |